# وست تاواکنی (تگزاس)
Tawakoniتاواکنی، تگزاس(به انگلیسی: West Tawakoni, Texas) شهری در ایالت تگزاس از ایالات جنوبی ایالات متحده آمریکا است. در سرشماری سال ۲۰۰۰، جمعیت این شهر ۱۴۶۲ نفر اعلام شد.